# شیون (فیلم)
شیون (انگلیسی: The Wailing) فیلمی در ژانر معمایی و ترسناک به نویسندگی و کارگردانی نا هانگ-جین و محصول کرهٔ جنوبی است که در سال ۲۰۱۶ منتشر شد. از بازیگران آن می‌توان به کواک دو-وان، هوانگ جونگ-مین، جون کونیمورا، و چون وو-هی اشاره کرد. داستان این فیلم دربارهٔ افسر پلیسی است که دربارهٔ قتل‌ها و بیماری‌های مرموزی که در یک روستا رخ می‌دهد تحقیق می‌کند.

## داستان
تعدادی قتل مرموز در روستایی واقع در کوه‌های کره جنوبی رخ می‌دهد و تنها افرادی که از صحنه جنایت جان به در می‌برند به جنون حالتی شبیه به آن مبتلا اند. افسر پلیسی ترسو و دست و پا چلفتی مامور می‌شود تا به این حوادث رسیدگی کند. در ابتدا پلیس این قتل‌ها را با مصرف نوعی قارچ روان گردان مرتبط می‌داند، اما با ورود یک مرد ژاپنی، دختری سفید پوش، یک جن گیر و یک کشیش جوان ماجرا پیچیده تر از قبل نیز دنبال می‌شود.

## بازیگران
- کواک دو-وان در نقش جانگ-گو
- هوانگ جونگ-مین در نقش ایل-گوانگ
- چون وو-هی در نقش مو-میونگ
- جون کونیمورا در نقش غریبه ی ژاپنی
- کیم هوان-هی در نقش هیو-جین
- هر جین در نقش مادر زن
- جونگ سو-یئون در نقش همسر جانگ-گو

## تولید و اکران
فیلمبرداری فیلم در ۳۱ اوت ۲۰۱۴، آغاز و در ۲۸ فوریه ۲۰۱۵ خاتمه یافت.
شیون در ۱۲ مه ۲۰۱۶ در کره جنوبی اکران شد. فیلم در تاریخ ۱۸ مه در بخش خارج از مسابقه جشنواره فیلم کن رونمایی و در ایالات متحده آمریکا نیز در تاریخ ۲۷ مه اکران شد.

## نقدها
شیون نقدهای تحسین‌آمیز گسترده‌ای را دریافت کرد؛ به صورتی که در وبگاه راتن تومیتوز توانست ۹۹ درصد آرا را با میانگین امتیاز ۸ از ۱۰ از ۷۱ رأی کسب کند. در وبسایت متاکریتیک فیلم میانگین امتیاز ۸۱ از ۱۰۰ را دریافت کرد که به نشانه تحسین جهانی اثر است.

## بازسازی
در ژانویه ۲۰۱۷ اعلام شد که اسکات فری پروداکشنز در حال مذاکره برای بازسازی این فیلم به زبان انگلیسی است.